# Другий Константинопольський собор
41°00′45″ пн. ш. 28°58′48″ сх. д. / 41.0125° пн. ш. 28.98° сх. д.

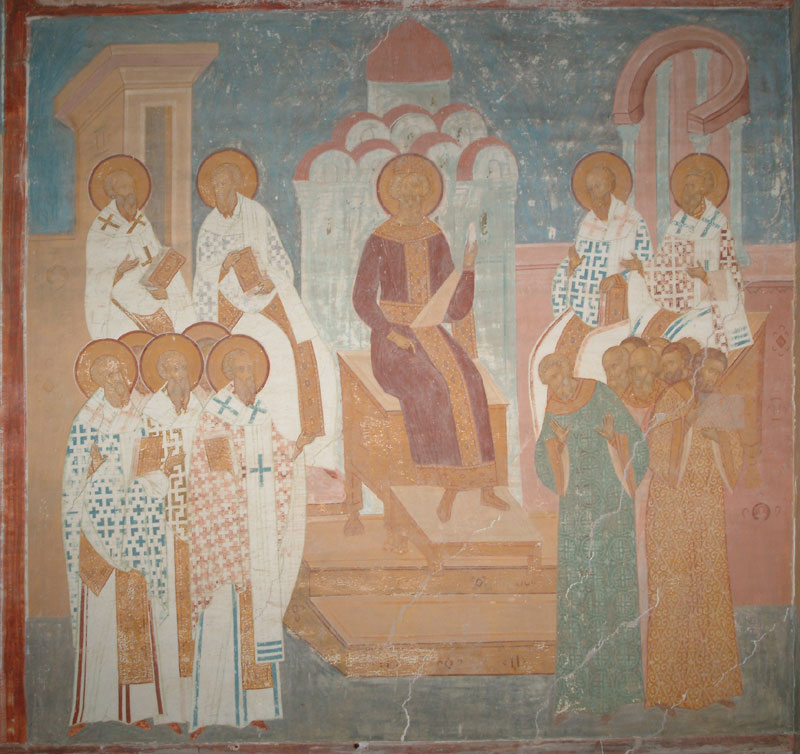
Діонісій (іконописець). Другий Константинопольський собор. Фреска із Собору Різдва Богородиці Ферапонтова монастиря

Дру́гий Константино́польський собо́р — п'ятий вселенський собор Християнської церкви, що відбувся в 553 році у місті Константинополі з ініціативи імператора Юстиніана I. На соборі взяли участь 165 єпископів, з них 18 із Заходу.
Головним предметом собору стали суперечки між монофізитами і несторіанами навколо творів учителів сирійської церкви — Феодора Мопсуестійського, Феодорита Кирського та Іви Едеського. У цих творах виражалися несторіанські ідеї, вони втішалися популярністю, проте на Халкедонському соборі про це нічого не було сказано. Несторіани посилалися на ці твори в суперечці з монофізитами, а останні знаходили в цьому привід закидати церкві, що вона сама ухилилася в несторіанство.
Собор засудив всі три твори, також самого Феодора Мопсуетського, що не розкаявся, а щодо двох інших осуд обмежився тільки їх творами, самі ж вони були помилувані, тому що відмовилися від своїх думок. Собор повторно засудив несторіанство як єресь. Крім того на соборі було скинуто Папу Вігілія, який відмовився засуджувати твори сирійців.

## Постанови
- На соборі отці розглядали помилки пресвітера Оригена, знаменитого учителя церкви III століття. Його вчення про передіснування людських душ було засуджене. Засуджені були як ідеалісти Платон, філософія якого спокусила Оригена, на думку собору, та оригеністи Евагрій Понтійський і Дидимій Сліпий. Засуджене було як єретичне і вчення про апокатастасис — всезагальне прощення грішників (включно з дияволом та іншими пропащими ангелами) на Страшному суді. Але прихильник цього вчення Григорій Ніський та інші його прибічники, як і Церква Сходу, що захищала це вчення, та її діячі, у тому числі, вже після собору, Ісаак Сирин, не були анафематствувані. Був засуджений Аполінарій за його формулювання тотожності Ісуса Христа і Логоса, яке Кирило Александрійський вважав єдино правильним: «Одна природа Бога Слова Втіленого», але саме вчення про тотожність засуджене не було. (Хоча аполлинаризм був засуджений на I Константинопольському і Римському соборах, але ім'я Аполлінарія зважаючи на його авторитет до V Вселенського собору не згадувалося в засудженнях). Засудження Арія і Євномія, хоча аріан і євноміан (пізніх аріан) вже не було всередині церкви, було пов'язане з війнами, які Юстиніан вів проти аріан в Італії, Африці та Іспанії.
- Собор засудив усі представлені імператором для засудження твори «трьох глав» і самого Феодора Мопсуестійського, як такого, що не розкаявся, а відносно двох інших письменників засудження обмежилося тільки їхніми несторіанськими творами, самі ж вони були помилувані, оскільки відмовилися від своїх думок і померли у мирі з церквою. Діодора Тарсійського собор не засудив, але Юстиніан цього і не вимагав, тож Діодор не обговорювався.
- Собор знову повторив засудження єресі Несторія і визнав правоту і безумовність православ'я Кирила Александрійського, а будь-яких його супротивників визнав єретиками, на чому наполягали міафизити, що відкривало їм можливість переглянути рішення Халкідонського собору, як такі, що суперечать вченню Кирила, але засудив і Євтихія, проти чого вони не заперечували. Водночас засудження не лише аполінаризму, але й Аполінарія і його христологічної формули, яку відстоював Кирило Александрійський, і анафематствування усіх, хто використовує цю формулу для заперечення незлиянного з'єднання божественної природи і людської природи втіленого Бога Слова задовольнило халкідонітів.